# Trophée des champions 2005
Navigation
Cannes 2004 Lyon 2006
L'édition 2005 du Trophée des champions est la 29e édition du Trophée des champions. Le match oppose l'Olympique lyonnais, champion de France 2004-2005 à l'Association de la jeunesse auxerroise, vainqueur de la Coupe de France 2004-2005. 
Le match arbitré par Pascal Vileo se déroule le 27 juillet 2005 au stade de l'Abbé-Deschamps à Auxerre. Hatem Ben Arfa ouvre le score dès la première minute sur penalty pour l'Olympique lyonnais, l'AJ Auxerre répliquant dès la huitième minute avec un but de Lionel Mathis. L'Olympique lyonnais remporte finalement la partie sur le score de 4-1, avec un triplé du Norvégien John Carew et remporte ainsi son quatrième Trophée des champions consécutif.

## Feuille de match
Les règles du match sont les suivantes : la durée de la rencontre est de 90 minutes. S'il y a toujours match nul, une séance de tirs au but est réalisée. Trois remplacements sont autorisés pour chaque équipe.
| Titulaires : |  |
| |  |
| 1 Fabien Cool · 2 Johan Radet 62e · 12 Jean-Pascal Mignot · 34 Baptiste Martin 74e · 3 Jean-Sébastien Jaurès · 18 Lionel Mathis 62e · 7 Benoît Cheyrou · 6 Philippe Violeau · 10 Thomas Kahlenberg · 9 Luigi Pieroni · 28 Romain Poyet · |  |
| Remplaçants : |  |
| 30 Baptiste Chabert · 5 René Bolf 74e · 29 Bakary Sagna 62e · 11 Kanga Akalé 62e · 31 Kevin Lejeune · |  |
| Entraîneur : |  |
| Jacques Santini |  |

| Titulaires : |  |
| |  |
| 1 Grégory Coupet · 15 Lamine Diatta · 24 Sylvain Monsoreau · 5 Claudio Caçapa · 23 Jérémy Berthod · 14 Sidney Govou 52e · 6 Jérémy Clément · 26 Benoît Pedretti 60e · 18 Hatem Ben Arfa · 13 Pierre-Alain Frau · 9 John Carew 72e · |  |
| Remplaçants : |  |
| 30 Rémy Vercoutre · 3 Cris · 7 Mahamadou Diarra 60e · 10 Florent Malouda 52e · 11 Nilmar 72e · |  |
| Entraîneur : |  |
| Gérard Houllier |  |

| Titulaires : |  |
| |  |
| 1 Fabien Cool · 2 Johan Radet 62e · 12 Jean-Pascal Mignot · 34 Baptiste Martin 74e · 3 Jean-Sébastien Jaurès · 18 Lionel Mathis 62e · 7 Benoît Cheyrou · 6 Philippe Violeau · 10 Thomas Kahlenberg · 9 Luigi Pieroni · 28 Romain Poyet · |  |
| Remplaçants : |  |
| 30 Baptiste Chabert · 5 René Bolf 74e · 29 Bakary Sagna 62e · 11 Kanga Akalé 62e · 31 Kevin Lejeune · |  |
| Entraîneur : |  |
| Jacques Santini |  |

| Titulaires : |  |
| |  |
| 1 Grégory Coupet · 15 Lamine Diatta · 24 Sylvain Monsoreau · 5 Claudio Caçapa · 23 Jérémy Berthod · 14 Sidney Govou 52e · 6 Jérémy Clément · 26 Benoît Pedretti 60e · 18 Hatem Ben Arfa · 13 Pierre-Alain Frau · 9 John Carew 72e · |  |
| Remplaçants : |  |
| 30 Rémy Vercoutre · 3 Cris · 7 Mahamadou Diarra 60e · 10 Florent Malouda 52e · 11 Nilmar 72e · |  |
| Entraîneur : |  |
| Gérard Houllier |  |